# Dietrich von Gemmingen († 1414)
Dietrich von Gemmingen, auch Dieter IV., (erwähnt ab 1372, † 1414) war ein gemeinsamer Stammvater der beiden Linien Steinegg und Gemmingen des Stamms A (Guttenberg) der Freiherren von Gemmingen. Er hatte zahlreichen Besitz vor allem im Kraichgau und im Zabergäu, unter anderem in Gemmingen, Stetten, Bönnigheim und Ittlingen.

## Leben

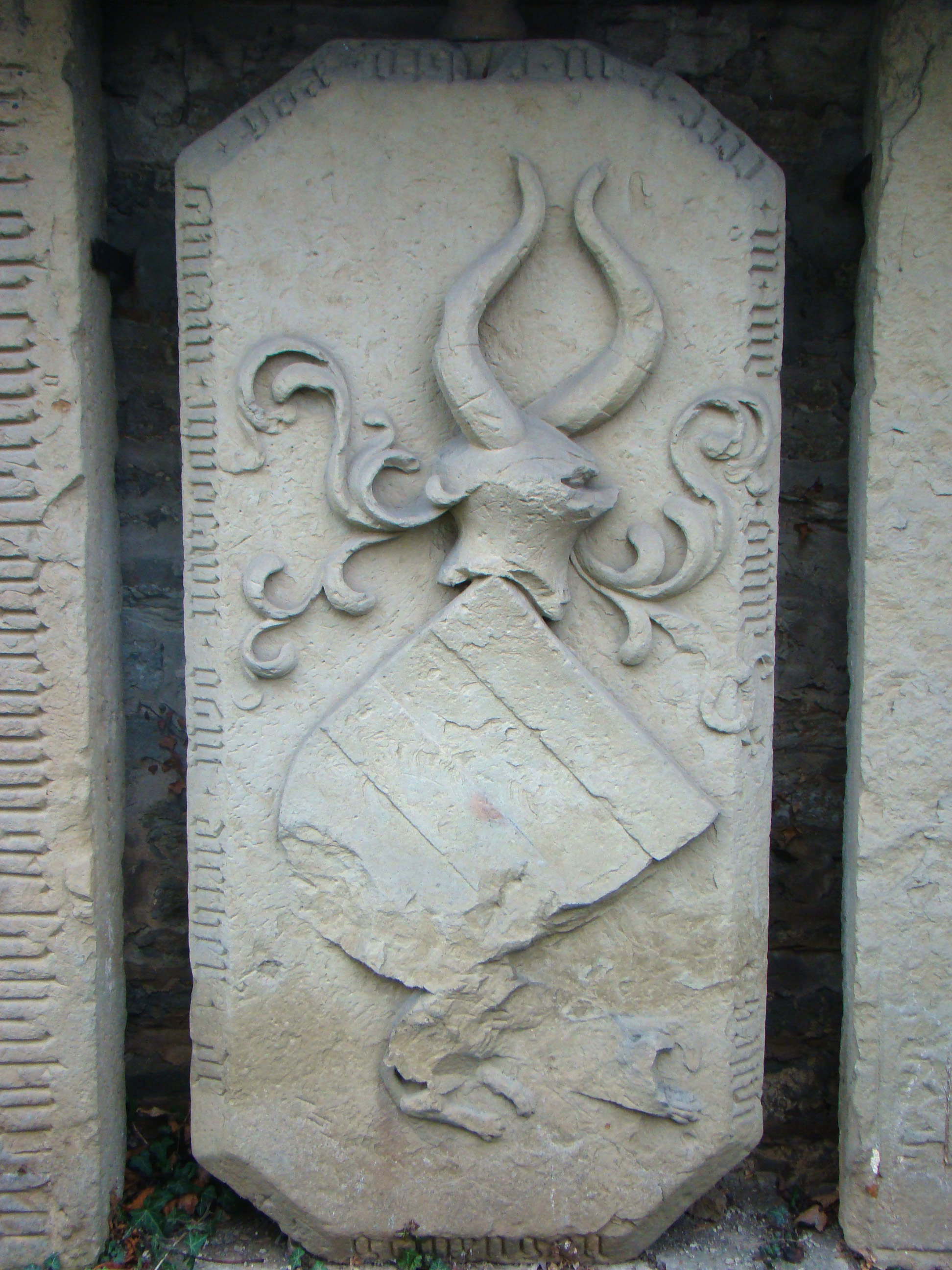
Grabplatte von Diether (Dietrich) in Gemmingen

Er war ein Sohn von Dietrich dem Älteren von Gemmingen († um 1374) und der Elisabeth von Mauer. Urkundlich wird er 1372 als Bürge beim Verkauf des vierten Teils von Mulenbach von Albrecht Göler an die Stadt Eppingen erwähnt, 1373 als Zeuge bei der Stiftung einer Frühmesse in Richen. 1374 war er Werber und Aufsteller beim Turnier in Esslingen. 1379 empfing er mit seinem Schwager Eberhard von Neipperg die Hälfte von Schloss Bönnigheim von Adolf von Mainz als Mannlehen, 1388 erwarben sie auch die andere Hälfte. 1384 erscheint er unter den Bürgen eines Verkaufs der Grafen von Vaihingen an den Deutschen Orden. Im selben Jahr veräußerte er sein Fünftel am kleinen Zehnten in Stetten an die Gemeinde. 1387 vermachte er mit seiner Frau Elisabeth von Sachsenheim dem Predigerkloster in Wimpfen eine jährliche Gült von ihrem Hof in Kirchhausen. 1390 erwarb er von Kunigunde von Nippenburg, der Witwe des Georg Grau von Stetten, einen Hof in Stetten. 1392 erwarb er von seinem Schwager Konrad von Sachsenheim den Zehnten in Zimmern, 1394 von demselben ein Sechstel des Weinzehnten in Gemmingen. Ebenfalls 1394 erwarb er unter Vorbehalt des Wiederkaufs ein Drittel des Zehnten in Ücklingen von Wilhelm von Zwingenberg und seinem Bruder Wintroch. 1398 war er anwesend, als Bischof Raban von Speyer den Pfalzgrafen Ruprecht II. mit der Wolfsburg bei Neustadt und Wersau belehnte. 1400 erhielt er ein Drittel des Wein- und Kornzehnten in Stetten als Lehen. 1402 verkauften er und seine Frau Els von Frankenstein für 100 Gulden ein Drittel am großen und kleinen Zehnten in Hasselbach an Weiprecht I. von Helmstatt und seine Frau Anna von Neipperg. Im selben Jahr erwarb Dietrich vom Meimsheimer Kirchherrn Conrad Dachs ein Pfand aus Gütern, Zinsen und Gülten in Meimsheim. 1404 erhielt er von den Grafen von Oettingen das halbe Dorf Ittlingen zu Lehen, während er die andere Hälfte käuflich erwarb. Wahrscheinlich war es auch dieser Dietrich von Gemmingen, der 1401 von König Ruprecht I. nach Heilbronn gesandt wurde.
Die Söhne Hans und Konrad schlossen 1425 einen Teilungsvertrag mit ihrem Neffen Diether (1398–1478), dem Sohn des damals wohl auch schon verstorbenen Dieter V.
Er wurde wahrscheinlich in Gemmingen begraben. Die Grablege des Geschlechts war in der alten Gemminger Kirche, die Grabplatten von dort sind beim Neubau der Kirche im 19. Jahrhundert in den Garten des Gemminger Schlosses gelangt. Dort befindet sich die Grabplatte eines Diether (Dietrich) mit großem plastisch ausgearbeiteten Familienwappen, das von einem (heute nur noch fragmentarisch zu erkennenden) Hund gehalten wird. Die Grabplatte hat abgeschrägte Ecken und einen abgeschrägten Rand, auf dem sich umlaufend eine Minuskelumschrift befindet. Die Art der Gestaltung ist einzigartig unter den zahlreichen in Gemmingen erhaltenen Grabplatten. Ihre Inschrift ist im Bereich des Todesjahres stark geschädigt. Oechelhäuser las „1404“. Da für jenen Zeitraum nur der hier besprochene und 1414 verstorbene Dietrich in Frage kommt, wird es sich bei der genannten Grabplatte wohl um die seine handeln.

## Familie
Dietrich war in erster Ehe ab etwa 1365 mit Els von Sachsenheim verheiratet. Um 1391 ging er eine zweite Ehe mit Els von Frankenstein ein.
Nachkommen:
- Diether V. († vor 1428) ⚭ Anna von Selbach, Begründer der I. Linie (Steinegg)
- Konrad († 1463) ⚭ Margaretha von Weingarten, begründeten eine Familienlinie, die mit den Söhnen im Mannesstamm ausstarb
- Hans der Reiche († 1490) ⚭ Katharina Landschad von Steinach, Begründer der II. Linie (Gemmingen, Guttenberg)
- Els ⚭ W. von Sachsenheim
- Maria ⚭ J. Bayer von Boppard
- Metz († 1485) ⚭ Eberhard Weiß von Feuerbach